# Shirley Hampton
Shirley Hampton (mariée Pirie, née le 5 septembre 1935) est une athlète britannique, spécialiste des épreuves de sprint. 
Elle remporte la médaille de bronze du 220 yards et la médaille d'argent du relais 4 × 110 yards lors des Jeux de l'Empire britannique et du Commonwealth de 1954. Cette même année, elle décroche la médaille de bronze sur 200 m aux championnats d'Europe de Berne, en Suisse. Elle se classe quatrième du 400 m lors de l'édition 1958.